# Caribbean Premier League 2019
Die Caribbean Premier League 2019 war die siebte Saison dieser Twenty20-Cricket-Meisterschaft und fand vom 8. August bis zum 12. Oktober 2019 statt. Im Finale konnten sich die Barbados Tridents gegen die Guyana Amazon Warriors mit 27 Runs durchsetzen.

## Franchises und Stadien
In dieser Saison nahmen sechs Franchises an dem Turnier teil. Die Playoffs wurden im Providence Stadium im guyanischen Georgetown und im Brian Lara Stadium im trinidadischen San Fernando ausgetragen.
| Franchise                   | Heimstadion          | Stadt         | Land                | Kapazität |
| --------------------------- | -------------------- | ------------- | ------------------- | --------- |
| Barbados Tridents           | Kensington Oval      | Bridgetown    | Barbados            | 28.000    |
| Guyana Amazon Warriors      | Providence Stadium   | Georgetown    | Guyana              | 15.000    |
| Jamaica Tallawahs           | Sabina Park          | Kingston      | Jamaika             | 20.000    |
| St Kitts and Nevis Patriots | Warner Park          | Basseterre    | St. Kitts und Nevis | 10.000    |
| St Lucia Zouks              | Darren Sammy Stadium | Gros Islet    | Saint Lucia         | 15.000    |
| Trinbago Knight Riders      | Queen’s Park Oval    | Port of Spain | Trinidad und Tobago | 20.000    |
|                             | Brian Lara Stadium   | San Fernando  | Trinidad und Tobago | 15.000    |

## Format
In der Vorrunde bestritt jedes der sechs Teams gegen jedes andere jeweils zwei Spiele. Grundsätzlich wurde jeweils ein Heim- und Auswärtsspiel absolviert, wobei einzelne Partien auf neutralem Platz stattfanden. Für einen Sieg gab es zwei Punkte, für ein Unentschieden oder No Result einen. Die vier Bestplatzierten der Gruppe qualifizierten sich dann für die im Page-Playoff-System ausgetragenen Play-offs.

## Turnier
Tabelle
| Teams                       | Sp. | S  | N | NR | P  | RR     |
| --------------------------- | --- | -- | - | -- | -- | ------ |
| Guyana Amazon Warriors      | 10  | 10 | 0 | 0  | 20 | +1.724 |
| Barbados Tridents           | 10  | 5  | 5 | 0  | 10 | +0.518 |
| St Kitts and Nevis Patriots | 10  | 5  | 5 | 0  | 10 | −0.155 |
| Trinbago Knight Riders      | 10  | 4  | 5 | 1  | 9  | −0.026 |
| St Lucia Zouks              | 10  | 3  | 6 | 1  | 7  | −0.740 |
| Jamaica Tallawahs           | 10  | 2  | 8 | 0  | 4  | −1.478 |

## Playoffs

### Spiel 1
| 6. Oktober Scorecard | Georgetown | St Kitts and Nevis Patriots 125-7 (20)       | – | Trinbago Knight Riders 128-4 (18.4) |
|                      |            | Trinbago Knight Riders gewinnt mit 6 Wickets |   |                                     |

### Spiel 2
| 6. Oktober Scorecard | Georgetown | Guyana Amazon Warriors 218-3 (20)          | – | Barbados Tridents 188-8 (20) |
|                      |            | Guyana Amazon Warriors gewinnt mit 30 Runs |   |                              |

### Spiel 3
| 10. Oktober Scorecard | San Fernando | Barbados Tridents 160-6 (20)          | – | Trinbago Knight Riders 148 (19.3) |
|                       |              | Barbados Tridents gewinnt mit 12 Runs |   |                                   |

### Finale
| 12. Oktober Scorecard | San Fernando | Barbados Tridents 171-6 (20)          | – | Guyana Amazon Warriors 144-9 (20) |
|                       |              | Barbados Tridents gewinnt mit 27 Runs |   |                                   |